# Front walkover

Front walkover com uma das mãos, durante uma apresentação de dança acrobática

O front walkover (em português: reversão de frente) é uma sequência de movimento acrobático. Ela começa com o praticante em pé, com os braços erguidos próximos às orelhas. Em seguida, a pessoa avança com uma das pernas e rapidamente eleva a outra, como em uma transição para uma parada de mãos. As pernas permanecem estendidas em posição de espacate enquanto passam por cima da cabeça. A coluna se curva até que o pé da frente toque o chão, colocando o corpo brevemente em uma posição de ponte para trás. Quando o segundo pé atinge o solo, o praticante retorna à posição em pé.
Na ginástica, o front walkover normalmente termina com um dos pés à frente e os braços erguidos. Front walkovers são executados em várias atividades, incluindo dança acrobática, o circo e a ginástica.